# Baclaran Church

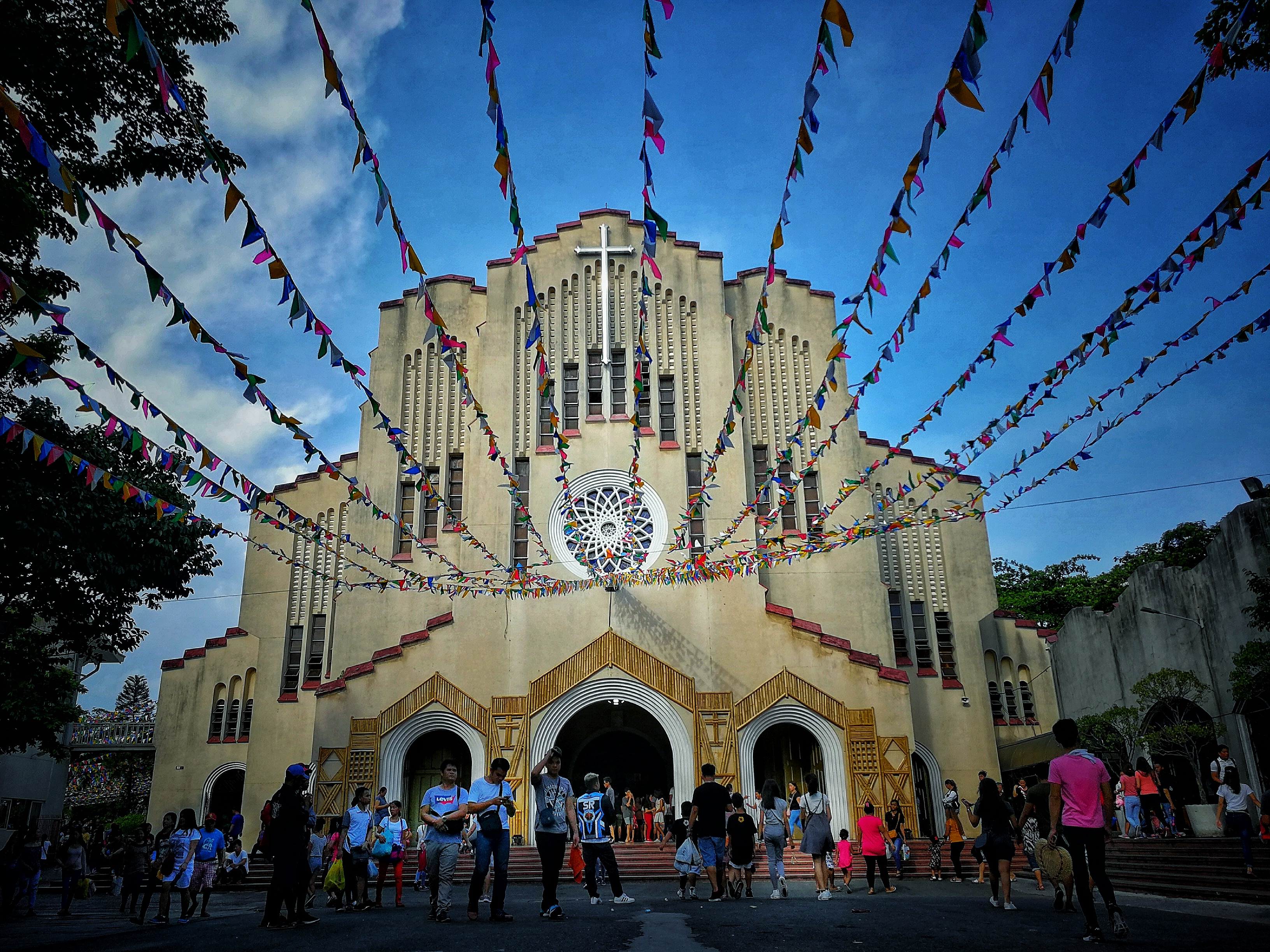
Baclaran Church

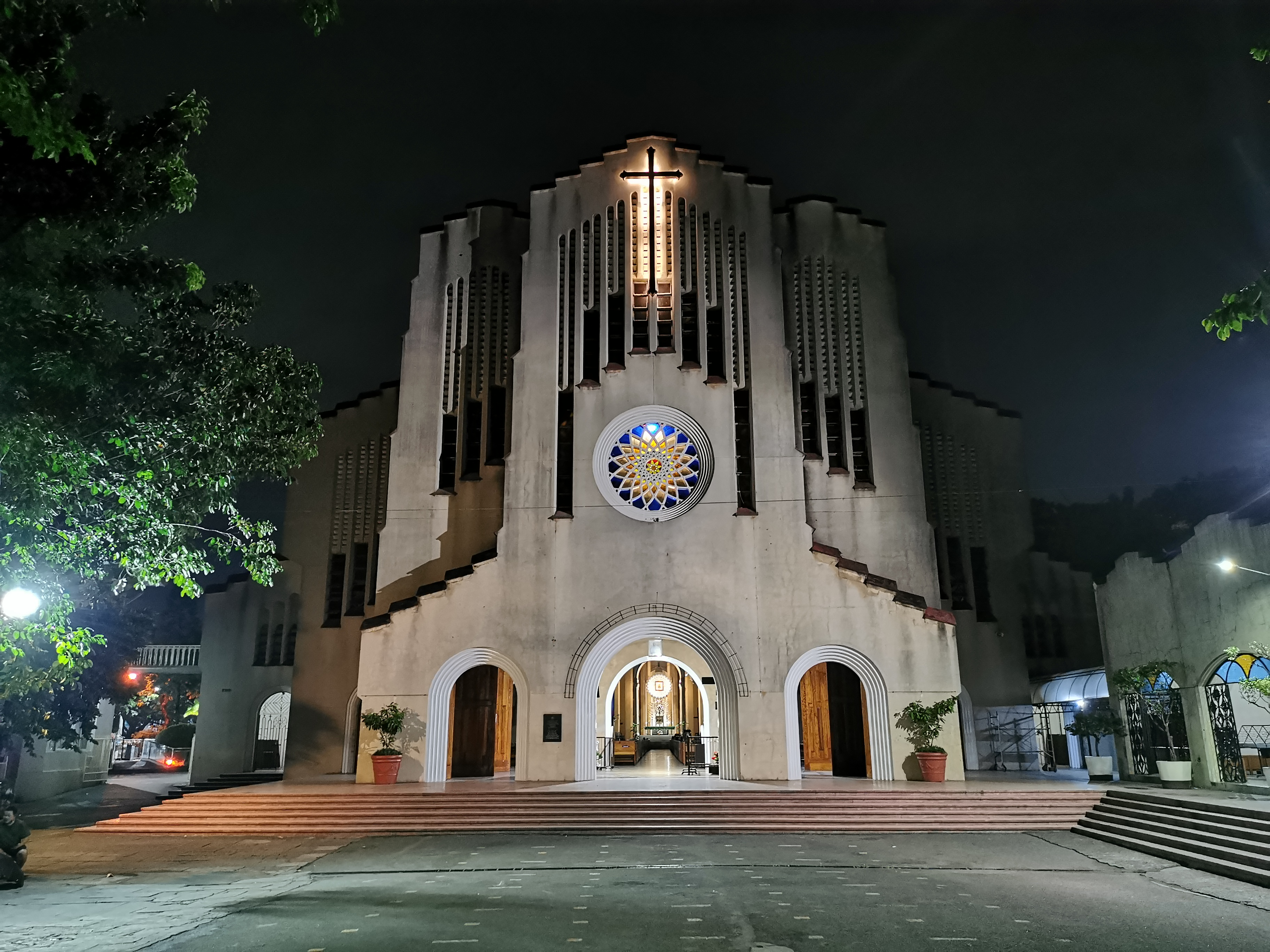
Baclaran Church bei Nacht

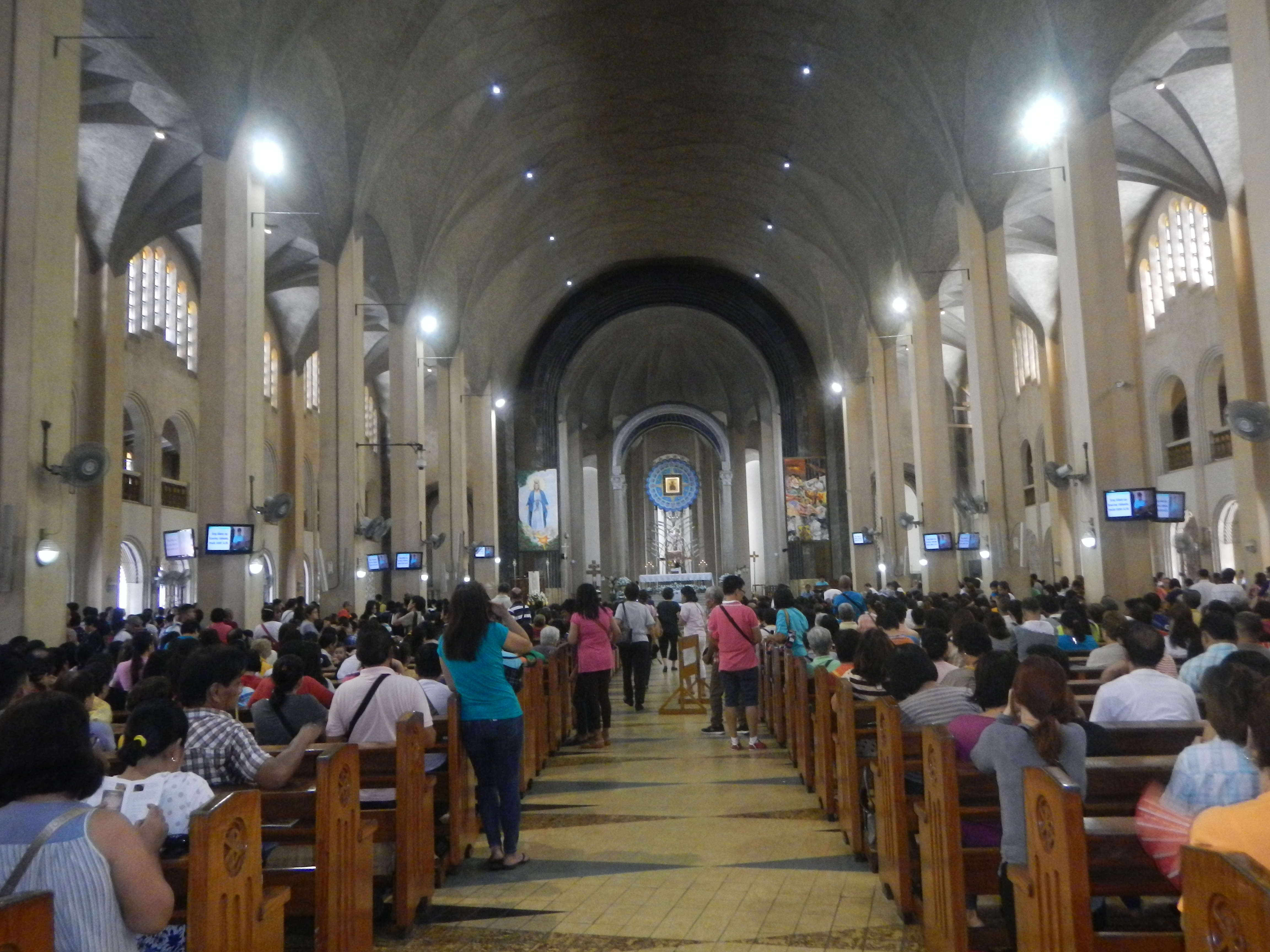
Innenraum

Der National Shrine of Our Mother of Perpetual Help (Tagalog Pambansáng Dambana ng Iná ng Laging Saklolo), auch bekannt als Redemptorist Church und im allgemeinen Sprachgebrauch meist nur Baclaran Church genannt, ist ein bekanntes Nationalheiligtum der römisch-katholischen Marienverehrung. Die Kirche befindet sich am Roxas Boulevard im Barangay Baclaran in Parañaque City auf den Philippinen. Es ist die weltweit größte Wallfahrtskirche, die dem Gnadenbild Unserer Lieben Frau von der immerwährenden Hilfe gewidmet ist, und wurde 1953 bis 1958 nach einem Entwurf des Architekten Cesar Concio vom Redemptoristenorden erbaut. Die Kirche bietet Sitzplätze für 2000 Menschen und darüber hinaus Stehplätze für weitere 9000 Besucher. Mit bis zu 150.000 Besuchern ist der Mittwoch der am stärksten frequentierte Wochentag. Der Zutritt ist rund um die Uhr möglich. Die Baclaran Church gilt heute als meistbesuchte Kirche Asiens.
Die Kirche beherbergt eine Ikone mit dem Gnadenbild Unserer Lieben Frau von der immerwährenden Hilfe, einem weit verbreiteten Gnadenbild und einer weltbekannten Mariendarstellung. Die Ikone wurde 1906 auf die Philippinen gebracht. Damals waren die ersten Redemptoristen auf den Philippinen noch in Opon auf der Insel Cebu ansässig, dem heutigen Lapu-Lapu City. 1913 siedelten sich die Redemptoristen auch in Manila an, wo ihnen vom Erzbistum Manila die Gemeinde Malate übergeben wurde. 1929 zogen sie nach Baclaran, einem damals noch kleinen Dorf in ländlicher Umgebung, dem Standort der heutigen Baclaran Church.
Auf dem Dach der Kirche wurde 2016 eine Photovoltaikanlage installiert, um den Strombedarf der Kirche und der umliegenden Bürogebäude überwiegend selbst zu decken und die CO2-Bilanz der Kirche nachhaltig zu verringern. Inspiriert worden sei man dazu laut einem Sprecher der Kirche von Papst Franziskus, der im Januar 2015 unter anderem Manila besuchte.